# المنضحة (الرجم)

تعديل مصدري - تعديل

المنضحة هي إحدى قرى عزلة الجرادي بمديرية الرجم التابعة لمحافظة المحويت، بلغ تعداد سكانها 69 نسمة حسب تعداد اليمن لعام 2004.